# سالي روبنز
سالي روبنز (بالإنجليزية: Sally Robbins)‏ هي مجدفة أسترالية، ولدت في 15 يوليو 1981 في برث في أستراليا.

## وصلات خارجية
- سالي روبنز على موقع الاتحاد الدولي للتجديف (الإنجليزية)
- سالي روبنز على موقع اللجنة الأولمبية الدولية (الإنجليزية)
- سالي روبنز على موقع أوليمبيديا (الإنجليزية)
- سالي روبنز على موقع اللجنة الأولمبية الأسترالية (الإنجليزية)